# 于根伟
于根伟（1974年1月7日—），是已退役的中国足球运动员，天津津门虎总经理兼主教练。

## 职业生涯
于根伟是职业联赛开始以后天津最著名的球员，常年担任俱乐部的队长和进攻组织核心，职业联赛初期经常凭借一己之力帮助积弱的天津队在顶级联赛中立稳脚跟。
于根伟早在1997年便入选中国国家队，参加1998年世界杯预选赛，并且在2002年世界杯预选赛中代表国家队有出色表现，在对阵阿曼队的比赛中打入致胜一球，从而使中国队提前进军世界杯。世界杯上身披中国队11号球衣，分别于首战对阵哥斯达黎加队和末战对阵土耳其队的比赛中替补登场。之后于根伟还参加了2006年世界杯预选赛，在主场对香港队的比赛中打入一球，但中国队还是由于净胜球劣势没能小组出线，此役也成为于根伟国家队的绝唱。
2006年1月27日，于根伟宣布退役，出任天津泰达足球俱乐部副总经理。2006年中国足球超级联赛，天津泰达依旧为于根伟报了名，球衣号码仍然是10号。 2007至2009赛季，他兼任球队助理教练，先后辅佐雅拉宾斯基以及左树声两位主帅。2009赛季末，随着球队内部动荡，于根伟离开俱乐部，之后一直投身于校园足球以及青少年足球培养。
2019年2月，于根伟出任天津天海领队。
2021年3月31日，于根伟出任天津津门虎总经理兼主教练。